# کستر (واشینگتن)
کستر (به انگلیسی: Custer) یک منطقهٔ مسکونی در ایالات متحده آمریکا است که در شهرستان واتکام، واشینگتن واقع شده‌است. کستر ۴٫۷ کیلومتر مربع مساحت و ۳۶۶ نفر جمعیت دارد و ۱۳ متر بالاتر از سطح دریا واقع شده‌است.